# Milan Savić (football, 1994)
Pour les articles homonymes, voir Milan Savić.
Milan Savić est un footballeur serbe né le 4 avril 1994. Il évolue au poste de défenseur pour l'équipe chypriote de l'Ethnikos Achna.

## Carrière
- 2012-2014 : La Gantoise ( Belgique)
  - 2013-2014 : Hoogstraten VV ( Belgique)
- 2014-... : OFK Belgrade ( Serbie)

## Palmarès
- Vainqueur du championnat d'Europe des moins de 19 ans 2013 avec l'équipe de Serbie des moins de 19 ans